# Lò luyện thi ở Hồng Kông
Lò luyện thi ở Hồng Kông là những tổ chức kinh doanh thương mại chủ yếu giúp học sinh ôn luyện cho các kỳ thi chính khóa tại trường cấp 2 có tên là HKDSE và trước đó cho đến năm 2012 là hai kỳ thi Advanced Level và HKCEE.

## Mô hình kinh doanh

Hình ảnh các "giáo viên ngôi sao" nổi bật trên một tấm bảng hiệu ở đường Di Đôn (Nathan)

Các lò luyện thi được một số học sinh tiểu học và nhiều học sinh THCS tin cậy sẽ cung cấp cho họ các phương pháp vượt qua các kỳ thi trong trường chính khóa ở Hồng Kông vốn quyết định tương lai của học sinh liệu có được tuyển vào các trường đại học của đặc khu này hay không.